# Верхняя Корба
Верхняя Корба — река в России, протекает по Каргопольскому району Архангельской области и Пудожскому району Карелии. Берёт начало в Левусозере. Течёт с юго-востока на северо-запад. Впадает в реку Корбу. Длина реки составляет 10 км.
Правый приток — Пельма (из Пялозера).

## Данные водного реестра
По данным государственного водного реестра России относится к Балтийскому бассейновому округу, водохозяйственный участок реки — Водла, речной подбассейн реки — Свирь (включая реки бассейна Онежского озера). Относится к речному бассейну реки Нева (включая бассейны рек Онежского и Ладожского озера).
Код объекта в государственном водном реестре — 01040100412102000016685.

## Топографическая карта
- Лист карты P-37-XIX,XX Пудож. Масштаб: 1 : 200 000. Указать дату выпуска/состояния местности.